# Pseudyrias gallusi
Pseudyrias gallusi är en fjärilsart som beskrevs av William Schaus 1933. Pseudyrias gallusi ingår i släktet Pseudyrias och familjen nattflyn. Inga underarter finns listade.